# Người Mãn
Người Mãn hay Người Mãn Châu hoặc Người Nữ Chân (tiếng Mãn: ᠮᠠᠨᠵᡠ, Manju; tiếng Mông Cổ: Манж, tiếng Nga: Маньчжуры; tiếng Trung giản thể: 满族; tiếng Trung phồn thể: 滿族; bính âm: Mǎnzú; Mãn tộc) là một dân tộc của Trung Quốc, thuộc nhóm người Tungus. Họ có nguồn gốc từ vùng Mãn Châu (nay là Đông Nam Nga và Đông Bắc Trung Quốc) như là khu đất tổ của họ.
Người Nữ Chân cổ thông qua sự dung hợp không ngừng của các bộ lạc, đến Thế kỷ 17 thì hình thành một dân tộc mới - Mãn tộc. Mãn tộc do Hải Tây Nữ Chân, Kiến Châu Nữ Chân, Mông Cổ, người Hán cùng rất nhiều dân tộc dung hợp mà thành.
Trong cuộc xâm chiếm nhà Minh vào thế kỷ 17, với sự giúp đỡ của những người phản loạn nhà Minh (như tướng Ngô Tam Quế), người Mãn tiêu diệt nhà Minh và lập ra nhà Thanh. Triều đại này đã thống trị người Hán và người Mông Cổ cho tới cuộc Cách mạng Tân Hợi năm 1911, cuộc cách mạng dẫn đến việc thành lập chính phủ Trung Hoa Dân Quốc. Nhiều lãnh thổ khác tại Trung Quốc cũng tuyên bố độc lập (tuy nhiên chỉ có Mông Cổ/Ngoại Mông là ngày nay vẫn giữ độc lập khỏi Trung Quốc). Nhà Thanh bị thay thế bởi chính phủ cách mạng Quốc dân tại Nam Kinh, người Mãn Châu cũng dần bị đẩy lùi khỏi chính trị - xã hội - văn hóa tại Trung Hoa. Để tránh bị kỳ thị, nhiều người Mãn khi ấy đã khai sắc tộc thành người Hán, nên ngày nay có một bộ phận người Hán gốc là người Mãn Châu không công khai. Rất nhiều người Mãn Châu cũng đã bị người Hán thảm sát trong Chiến tranh Thái Bình Thiên Quốc và Cách mạng Tân Hợi do thù hận sắc tộc.
Dân tộc Mãn ngày nay gần như đã bị đồng hóa, đã đổi họ tên như người Hán, trong nhiều khía cạnh thì không khác gì người Hán nữa, duy chỉ có trang phục người Mãn có ảnh hưởng trực tiếp đến người Hán cho đến tận ngày nay, đã được người Hán tiếp nhận và thay thế cho trang phục trước đó của họ. Tiếng Mãn gần như không còn nữa, ngày nay chỉ có những người già sống ở các vùng nông thôn hẻo lánh ở bắc Trung Quốc hoặc những học giả là còn nói được ngôn ngữ này; hiện có khoảng 10.000 người nói tiếng Tích Bá, một phương ngữ được nói ở vùng  Y Lê, ở Tân Cương.

## Lịch sử

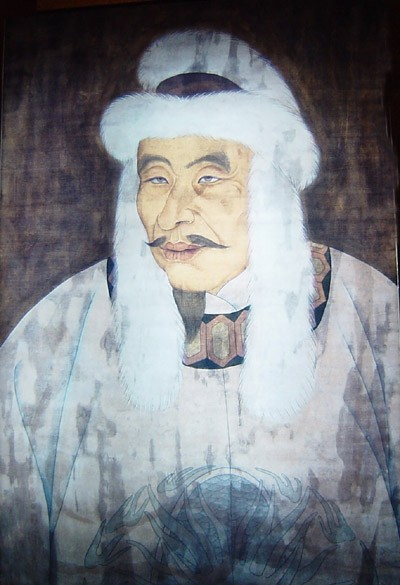
Tranh chân dung Kim Thái Tổ

Người có nguồn gốc từ người Nữ Chân, những người trước đó đã thành lập triều đại Jin (1115–1234) ở Trung Quốc.:5  Cái tên Mohe có thể ám chỉ một dân tộc tổ tiên của người Mãn Châu. Người Mohe thực hành chăn nuôi lợn rộng rãi và chủ yếu là người ít vận động, và cũng sử dụng cả da lợn và da chó để làm áo khoác. Họ chủ yếu là nông dân và trồng đậu nành, lúa mì, kê và gạo, ngoài việc săn bắn.
Vào thế kỷ thứ 10 sau Công Nguyên, thuật ngữ Nữ Chân lần đầu tiên xuất hiện trong các tài liệu của cuối triều đại nhà Đường liên quan đến bang Balhae ở phía đông bắc Trung Quốc ngày nay. Người Nữ Chân ít vận động, họ là những nông dân định cư với nền nông nghiệp tiên tiến. Họ trồng ngũ cốc và kê làm cây ngũ cốc, trồng cây lanh và nuôi bò, lợn, cừu và ngựa. Lối sống làm nông của họ rất khác với lối sống du mục mục vụ của người Mông Cổ và người Khiết Đan trên thảo nguyên. Hầu hết người Nữ Chân đều nuôi lợn và gia súc và là nông dân.
Năm 1019, cướp biển Nữ Chân tấn công Nhật Bản để đòi nô lệ. Fujiwara Notada, thống đốc Nhật Bản bị giết. Tổng cộng, 1.280 người Nhật bị bắt làm tù binh, 374 người Nhật bị giết và 380 gia súc thuộc sở hữu của người Nhật bị giết để lấy thịt. Chỉ có 259 hoặc 270 chiếc được người Hàn Quốc trao trả từ 8 con tàu. Những ký ức đau thương về cuộc tấn công của người Nữ Chân vào Nhật Bản trong cuộc xâm lược Toi năm 1019, cuộc xâm lược của người Mông Cổ vào Nhật Bản và việc Nhật Bản coi người Jurchen là "người Tatar" "những kẻ man rợ" sau khi sao chép sự phân biệt văn minh man rợ của Trung Quốc, có thể đã đóng một vai trò nào đó trong Quan điểm đối kháng của Nhật Bản đối với người Mãn Châu và sự thù địch đối với họ trong những thế kỷ sau đó, chẳng hạn như khi Tokugawa Ieyasu coi sự thống nhất của các bộ tộc Mãn Châu là mối đe dọa đối với Nhật Bản. Người Nhật lầm tưởng rằng Hokkaido (Ezochi) có cầu đất liền tới Tartary (Orankai) nơi người Mãn sinh sống và cho rằng người Mãn có thể xâm lược Nhật Bản. Mạc phủ Tokugawa đã gửi một thông điệp tới Hàn Quốc thông qua Tsushima đề nghị giúp đỡ Hàn Quốc chống lại cuộc xâm lược của người Mãn Châu vào Triều Tiên năm 1627.

## Ngôn ngữ
Tiếng Mãn là ngôn ngữ thuộc ngữ hệ Tungus và có nhiều phương ngữ. Tiếng Mãn chuẩn bắt nguồn từ tiếng Nữ Chân Kiến Châu và được chuẩn hóa chính thức dưới thời trị vì của Hoàng đế Càn Long. Vào thời nhà Thanh, người Mãn trong triều đình được yêu cầu nói tiếng Mãn chuẩn nếu không sẽ phải đối mặt với sự khiển trách của hoàng đế. Điều này cũng được áp dụng tương tự đối với người đứng đầu cung điện đối với các nghi lễ pháp sư khi thực hiện nghi lễ hiến tế.
Sau thế kỷ 19, hầu hết người Mãn đã thành thạo tiếng Trung phổ thông và số lượng người nói tiếng Mãn là ngôn ngữ dân tộc thiểu số ngày càng giảm sút. 
Mặc dù các hoàng đế nhà Thanh hết lần này đến lần khác nhấn mạnh tầm quan trọng của tiếng Mãn Châu nhưng tình thế vẫn không thể xoay chuyển được. Sau khi triều đại nhà Thanh sụp đổ, tiếng Mãn mất đi vị thế là ngôn ngữ quốc gia và việc sử dụng chính thức trong giáo dục không còn nữa. Người Mãn Châu ngày nay nói chung là nói tiếng Trung Quốc chuẩn. Số người nói tiếng Mãn bản xứ lành nghề còn lại ít hơn 100, hầu hết trong số họ được tìm thấy ở Tam Gia Tử, tỉnh Hắc Long Giang. Kể từ những năm 1980, tiếng Mãn đã xuất hiện trở lại trong chính phủ, học giả và các nhà hoạt động xã hội.
Trong những năm gần đây, với sự giúp đỡ của chính quyền các tỉnh Liêu Ninh, Cát Lâm và Hắc Long Giang, nhiều trường học bắt đầu có lớp học tiếng Mãn. Ngoài ra còn có những người Mãn tình nguyện ở nhiều nơi trên Trung Quốc tự do dạy tiếng Mãn với mong muốn giải cứu ngôn ngữ này. Hàng nghìn người không phải người Mãn Châu đã học ngôn ngữ này thông qua các nền tảng này.
Ngày nay, trong nỗ lực cứu nền văn hóa Mãn Châu khỏi bị tuyệt chủng, thế hệ Mãn Châu lớn tuổi đang dành thời gian để dạy dỗ giới trẻ; nhằm khuyến khích người học, những lớp học này thường miễn phí. Họ dạy qua Internet và thậm chí gửi sách giáo khoa Mãn Châu miễn phí, tất cả đều nhằm mục đích bảo vệ truyền thống văn hóa dân tộc.

## Dân số và địa bàn cư trú
Hầu hết người Mãn hiện nay sống ở Trung Quốc đại lục với dân số 10.410.585, chiếm 9,28% là người dân tộc thiểu số và 0,77% tổng dân số Trung Quốc. Trong số các tỉnh, có hai tỉnh là Liêu Ninh và Hà Bắc , có hơn 1.000.000 cư dân Mãn Châu. Tuy nhiên, như đã đề cập trước đó, dân số Mãn Châu hiện đại đã tăng cao một cách giả tạo vì người Hán thuộc Hệ thống Bát kỳ, bao gồm cả nô lệ booi, được phép đăng ký làm người Mãn ở Trung Quốc hiện đại. Liêu Ninh có 5.336.895 cư dân Mãn Châu, chiếm 51,26% dân số Mãn Châu và 12,20% dân số cấp tỉnh; Hà Bắc có 2.118.711 người, trong đó 20,35% là người Mãn Châu và 70,80% là người dân tộc thiểu số trong tỉnh. Người Mãn Châu là dân tộc thiểu số lớn nhất ở Liêu Ninh, Hà Bắc, Hắc Long Giang và Bắc Kinh; Lớn thứ 2 ở Cát Lâm, Nội Mông, Thiên Tân, Ninh Hạ, Thiểm Tây và Sơn Tây và lớn thứ 3 ở Hà Nam, Sơn Đông và An Huy.
Người Mãn Châu có thể được tìm thấy bên ngoài Trung Quốc đại lục. Hiện có khoảng 12.000 người Mãn sinh sống  ở Đài Loan. Hầu hết họ chuyển đến Đài Loan cùng với chính phủ Trung Hoa Dân Quốc vào năm 1949. Một ví dụ đáng chú ý là Phổ Nhu (溥儒) - một họa sĩ kiêm nhà thư pháp nổi tiếng và cũng là người sáng lập Hiệp hội Mãn Châu của Trung Hoa Dân Quốc.

## Kinh tế
Người Mãn Châu thường bị gán nhầm là dân du mục, nhưng thực ra phần lớn họ là những người nông dân định cư, sống trong những ngôi làng cố định và trồng trọt, chỉ đôi khi thực hành săn thú và bắn cung.
Lối sống định cư làm nông nghiệp của người Mãn Châu ở miền nam rất khác với lối sống du mục săn bắn hái lượm kiếm ăn của những người Mãn ở phía bắc như Warka, khiến nhà Thanh cố gắng định cư họ và áp dụng lối sống nông nghiệp của người Mãn.

## Văn hóa xã hội

### Hôn nhân gia đình
Trong văn hóa truyền thống trước nhà Thanh, phụ nữ Mãn Châu ban đầu có quyền tự chủ về giới tính, có thể quan hệ tình dục trước hôn nhân, có thể nói chuyện và hòa nhập với đàn ông sau khi kết hôn mà không bị nghi ngờ ngoại tình và tái hôn sau khi trở thành góa phụ. So với phụ nữ Hán, phụ nữ Mãn Châu thuộc tầng lớp thượng lưu thời kỳ đầu nhà Thanh rất thoải mái khi nói chuyện với đàn ông. Sau này vào thời nhà Thanh, đàn ông Mãn Châu tiếp thu các giá trị Nho giáo của người Hán và bắt đầu giết vợ và con gái của họ vì cho rằng họ không chung thủy do nói chuyện với những người đàn ông không cùng huyết thống khi đã kết hôn hoặc quan hệ tình dục trước hôn nhân, đồng thời coi trọng trinh tiết và trinh tiết của góa phụ như người Hán.

### Trang phục
Một quan niệm sai lầm phổ biến của người Hán là quần áo Mãn Châu hoàn toàn tách biệt với Hán phục. Trên thực tế, quần áo của người Mãn Châu chỉ đơn giản là được cải tiến từ Hán phục thời nhưng người Mãn Châu lại cổ vũ quan niệm sai lầm rằng quần áo của họ có nguồn gốc khác nhau. Người Mãn Châu ban đầu không có vải vóc hoặc hàng dệt may riêng và người Mãn Châu phải lấy áo choàng và vải rồng của nhà Minh khi họ cống nạp cho nhà Minh hoặc buôn bán với nhà Minh. Người Mãn đã sửa đổi áo choàng nhà Minh để hẹp ở tay áo bằng cách thêm một cổ tay áo lông mới và cắt các đường xẻ trên váy để làm cho nó thon gọn hơn để dùng cho việc nuôi chim ưng, cưỡi ngựa và bắn cung. Thắt lưng áo khoác của chiếc áo choàng có một dải vải vụn mới được đặt ở thắt lưng trong khi phần thắt lưng được làm cho vừa khít bằng cách xếp nếp phần trên của váy trên áo choàng.
Người Mãn đã thêm váy, cổ tay áo và cổ áo bằng lông chồn sable vào áo choàng rồng của nhà Minh và cắt tỉa toàn bộ lông chồn trước khi mặc chúng. Trang phục triều đình của người Hán đã được người Mãn Châu sửa đổi bằng cách thêm một chiếc cổ áo lớn mang tính nghi lễ (Đại lĩnh) hoặc chiếc khăn quàng cổ (Long Hoa Lĩnh Cân). Người ta đã lầm tưởng rằng tổ tiên săn bắn của quần áo da Mãn Châu đã trở thành quần áo thời nhà Thanh, do sự tương phản giữa chiều dài thẳng của vải không định hình của quần áo nhà Minh tương phản với những mảnh vải có hình dạng kỳ quặc của áo dài và triều phục thời nhà Thanh. Các học giả phương Tây đã lầm tưởng rằng họ thuần túy là người Mãn Châu. Áo choàng triều phục từ các ngôi mộ thời nhà Minh giống như lăng mộ của hoàng đế Vạn Lịch được khai quật và người ta thấy rằng bộ triều phục của nhà Thanh cũng tương tự và bắt nguồn từ đó. Họ có thêu hoặc dệt rồng trên người nhưng khác với long bào dài vốn là một loại trang phục riêng biệt. Váy xòe có dây buộc bên phải và áo choàng rồng vừa vặn đã được tìm thấy tại các lăng mộ Bắc Kinh, Thiểm Tây, Giang Tây, Giang Tô và Sơn Đông của các quan chức nhà Minh và các thành viên hoàng tộc nhà Minh. Tay áo trên của Ming chao fu có hai mảnh vải được gắn trên triều phục giống như triều phục thời Minh trước đó có phần mở rộng tay áo với một mảnh vải khác được gắn vào tay áo phía trên không thể thiếu của vạt áo. Một loại quần áo nhà Thanh riêng biệt khác, áo dài giống quần áo thời nhà Nguyên, giống như áo choàng được tìm thấy trong lăng mộ Sơn Đông của Li Youan trong triều đại nhà Nguyên. Triều phục nhà Thanh xuất hiện trong các bức chân dung trang trọng chính thức trong khi triều phục nhà Minh mà chúng bắt nguồn từ đó thì không, có lẽ cho thấy các quan chức nhà Minh và gia đình hoàng gia mặc triều phục dưới dạng áo choàng trang trọng của họ vì chúng xuất hiện trong lăng mộ nhà Minh chứ không phải trong các bức chân dung. Long bào của vua là trang phục không chính thức tương tự trong triều đại nhà Thanh. Áo choàng nhà Nguyên có viền loe ra, bó sát quanh cánh tay và thân. Người Minh có ý thức mô phỏng trang phục của họ theo kiểu trang phục của các triều đại Hán Trung trước đó như nhà Tống, nhà Đường và nhà Hán.
Bảo tàng Nghệ thuật Spencer có sáu chiếc áo choàng dài của giới quý tộc thời nhà Thanh. Các quan lại và quý tộc người Hán có hai đường xẻ ở váy trong khi quý tộc Mãn Châu và hoàng gia có bốn đường xẻ ở váy. Tất cả các quan chức cấp một, cấp hai và cấp ba cũng như các quý tộc người Hán và người Mãn Châu đều được các tiền lệ minh họa nhà Thanh cho phép đeo chín con rồng. Luật xa hoa của nhà Thanh chỉ cho phép đeo bốn con rồng có móng đối với các quan chức, quý tộc người Hán và quý tộc Mãn Châu trong khi Hoàng gia nhà Thanh, hoàng đế và hoàng tử lên đến cấp hai và các thành viên nữ trong gia đình của họ được quyền đeo năm con rồng có móng.

### Kiểu tóc

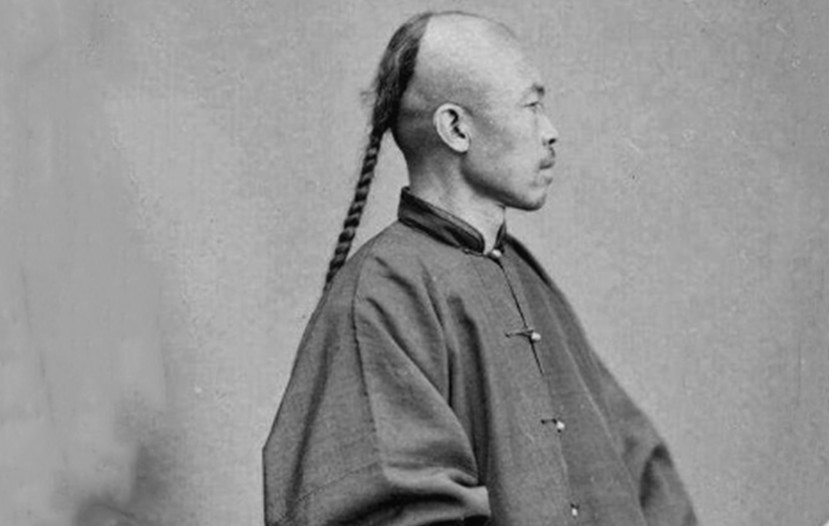
Chân dung một người đàn ông Mãn Thanh với bím tóc đuôi sam

Kiểu tóc truyền thống của đàn ông Mãn Châu là cạo phía trước đầu trong khi nuôi tóc phía sau thành một bím duy nhất gọi là tóc đuôi sam (辮子; biện tử). Trong triều đại nhà Thanh, việc xếp hàng là bắt buộc về mặt pháp lý đối với nam giới nhà Minh ở Đế quốc nhà Thanh. Người Minh phải cạo trọc trán và bắt đầu xếp hàng dài trong vòng mười ngày kể từ ngày ra lệnh, nếu họ không chịu tuân theo thì sẽ bị xử tử vì tội phản quốc. Trong suốt phần còn lại của triều đại nhà Thanh, việc xếp hàng được coi là sự phục tùng lòng trung thành, vì nó cho thấy ai đã phục tùng triều đại và ai không. Khi triều đại nhà Thanh kết thúc, kiểu tóc chuyển từ biểu tượng của lòng trung thành sang biểu tượng của chế độ phong kiến và điều này khiến nhiều người đàn ông phải cắt bỏ những kiểu tóc của mình như một lời tuyên bố nổi loạn. Những hành động này đã mang lại cho Trung Quốc một bước tiến tới hiện đại hóa và đưa nước này thoát khỏi sự thống trị của đế quốc khi Trung Quốc bắt đầu tiếp thu nhiều hơn văn hóa phương Tây, bao gồm cả thời trang và ngoại hình. 
Phụ nữ Mãn Châu để tóc theo kiểu đặc biệt gọi là lưỡng bá đầu (兩把頭) hay còn gọi là kỳ đầu Mãn Thanh.
Ngày nay, chúng ta thường thấy bím tóc đuôi sam của nam giới hay kỳ đầu của phụ nữ nhà Thanh trong phim cổ trang và các tài liệu lịch sử bởi vì sau khi vua Phổ Nghi thoái vị, Trung Quốc đã Âu hóa lối sống nên cả người Mãn đã đồng hóa và trở thành dân tộc thiểu số. Họ chỉ cần mặc trang phục truyền thống và giữ gìn những bản sắc dân tộc của mình từ xưa đến nay. Riêng kỳ đầu của phụ nữ dân tộc Mãn thay bằng chất liệu như tóc giả được độn hay bằng miếng xốp trang trí và gắn lên chiếc bờm nhựa.

### Lễ hội
Người Mãn Châu có nhiều ngày lễ truyền thống. Một số có nguồn gốc từ văn hóa Trung Quốc, chẳng hạn như Tết Nguyên đán và Tết Đoan Ngọ. Một số có nguồn gốc Mãn Châu. Ngày "tuyệt lương" (绝粮日) tổ chức vào ngày 26 tháng 8 âm lịch hàng năm, là một ví dụ khác được lấy cảm hứng từ câu chuyện rằng một lần Nỗ Nhĩ Cáp Xích và quân của ông đang chiến đấu với kẻ thù và gần như hết lương thực. Những người dân làng sống gần chiến trường nghe thấy tiếng khẩn cấp đã đến giúp đỡ. Không có bộ đồ ăn trên chiến trường. Họ phải dùng lá tía tô để gói cơm. Sau đó, họ đã thắng trận. Để các thế hệ sau có thể ghi nhớ nỗi gian khổ này, Nỗ Nhĩ Cáp Xích đã lấy ngày này làm "Ngày tuyệt lương". Theo truyền thống vào ngày này, người Mãn Châu ăn tía tô hoặc bắp cải bọc với cơm, trứng bác, thịt bò hoặc thịt lợn.

## Danh sách các huyện tự trị người Mãn
Từng là dân tộc chi phối toàn bộ Trung Quốc từ bộ máy chế độ hoàng gia họ tại trung ương khi ở vào lúc thời kỳ nhà Thanh, nhưng ngày nay người Mãn chỉ có quyền tự trị nhỏ trên danh nghĩa ở một số địa phương cấp huyện thuộc vùng Mãn Châu của Trung Quốc. Đó là 11 huyện:
1. Tứ Bình, Y Thông, Cát Lâm
2. Bản Khê, Liêu Ninh
3. Hoàn Nhân, Liêu Ninh
4. Tụ Nham, Liêu Ninh
5. Thanh Nguyên, Liêu Ninh
6. Tân Tân, Liêu Ninh
7. Khoan Điện, Liêu Ninh
8. Phong Ninh, Hà Bắc
9. Khoan Thành, Hà Bắc
10. Vi Trường, Hà Bắc
11. Thanh Long, Hà Bắc